# Колюжный, Николай Александрович
Николай Александрович Колюжный (1918, село Животиловка, Новомосковская волость, Новомосковский уезд, Екатеринославская губерния, Украинская Народная Республика (ныне в черте Новомосковска, Днепропетровская область, Украина) — 18.2.1945 село Кунцдорф, земля Бранденбург, Германия (ныне близ города Губин, Кросненский повят, Любушское воеводство, Польша) — участник Великой Отечественной войны, командир взвода 828-го стрелкового полка 197-й стрелковой дивизии 3-й гвардейской армии 1-го Украинского фронта, младший лейтенант. Закрыл своим телом амбразуру пулемёта.

## Биография
Родился в 1918 году в селе Животиловка, ныне входящем в городскую черту Новомосковска Днепропетровской области, в семье крестьянина. Окончил начальную школу, затем работал в колхозе. В 1941 году призван в РККА, окончил армейские офицерские курсы. Участвовал в боях с июля 1941 года на Западном фронте, с июля 1943 года на Воронежском фронте (с октября 1943 1-м Украинском фронте)
Отличился в боях в ходе Нижне-Силезской операции, когда 197-я стрелковая дивизия с тяжёлыми боями наступала в междуречье Одера и Нейсе. Во время штурма укреплённого пункта в деревне Кунцдорф близ города Губен, отразил со взводом 12 контратак противника, и в очередной атаке, исчерпав все имеющиеся средства для уничтожения пулемёта, препятствующего роте занять деревню, закрыл ДОТ своим телом.
Был похоронен в городе Губин.
Указом Президиума Верховного Совета СССР от 27 июня 1945 года за мужество, отвагу и героизм, проявленные в борьбе с немецко-фашистскими захватчиками, младшему лейтенанту Колюжному Николаю Александровичу посмертно присвоено звание Героя Советского Союза.